# ريتشارد وينترز
ريتشارد وينترز (بالإنجليزية: Richard Winters) (و. 1918 – 2011 م) هو عسكري أمريكي، ولد في لانكستر، ويحمل رتبة عسكرية رائد، توفي في هرشي، عن عمر يناهز 93 عاماً.

## التعليم
تعلم في كلية فرانكلين ومارشال ‏.

## الخدمة العسكرية
خدم في القوات البرية للولايات المتحدة.

## جوائز
حصل على جوائز منها:
- ميدالية النجمة البرونزية
- جائزة الحريات الأربع - الحرية من الخوف ‏
- جائزة الحريات الأربع - ميدالية الحرية
- وسام القلب الأرجواني
- صليب الخدمة المتميزة (الولايات المتحدة).

## وصلات خارجية
- ريتشارد وينترز على موقع IMDb (الإنجليزية)

- ريتشارد وينترز في قاعدة بيانات الأفلام على الإنترنت